# John Archdale
John Archdale (1642-1717) sirvió como Gobernador de la colonia británica de Carolina del Norte y de Carolina del Sur en 1695 y 1696. Archdale fue nombrado para el cargo por los Lores Propietarios de Carolina.

## Biografía
La primera vez que viajó desde Inglaterra a América del Norte en 1664 fue como agente de su cuñado, Sir Ferdinando Gorges. En 1683, John Archdale fue a Carolina del Norte como recolector de rentas vencidad. Después los Lores Propietarios le encargaron ser gobernador de Carolina en agosto de 1694, Archdale nombró a Thomas Harvey para que actuara como vicegobernador de Carolina del Norte, y se dirigió a Charles Towne. John Archdale reemplazó a Joseph Blake como gobernador en agosto de 1695; finamlmente se embarcó para Inglaterra en octubre de 1696, nombrando a Blake su vicegobernador.  Archdale nunca regresó a Carolina. Murió en Inglaterra 1717.
La ciudad de Archdale, Carolina del Norte , que comenzó como un asentamiento cuáquero , fue nombrado para él, porque Archdale mismo era un cuáquero. Había también un recinto colonial Archdale en el Condado de Bath, Carolina del Norte , desde 1705 hasta 1712.